# 大島港 (福岡県)
大島港（おおしまこう）は、福岡県宗像市にある地方港湾。港湾管理者は福岡県。

## 概要
玄界灘に浮かぶ福岡県最大の離島である大島の東岸に位置する港湾である。大島の集落に面しており、北側には大島漁港が隣接する。古代の海洋文化圏の中心地の一つであったとされており、宗像・沖ノ島と関連遺産群としてユネスコの世界遺産への登録が勧告されるなど古墳時代の遺跡が点在するほか、古くは帆船の中継地として知られ、現在は避難港に指定されている。
1953年に地方港湾の指定を受け、福岡県が港湾管理者となり、港湾施設の整備が進められた。
2011年4月には大島海洋体験施設「うみんぐ大島」が開業、同年9月7日には福岡県内の港湾で初めてみなとオアシスとして登録し、大島港渡船ターミナルを代表施設とするみなとオアシスむなかたおおしまとして観光拠点となっている。また「うみんぐ大島」はむなかたおおしま海の駅として海の駅の登録を行うなど、近年は地域活性化のため観光客の受け入れ体制が整備されている。
2015年度の発着数は2,664隻（447,116総トン）、利用客数は222,248人（乗込人員111,124人、上陸人員111,124人）である。

## 航路

### 宗像市営渡船

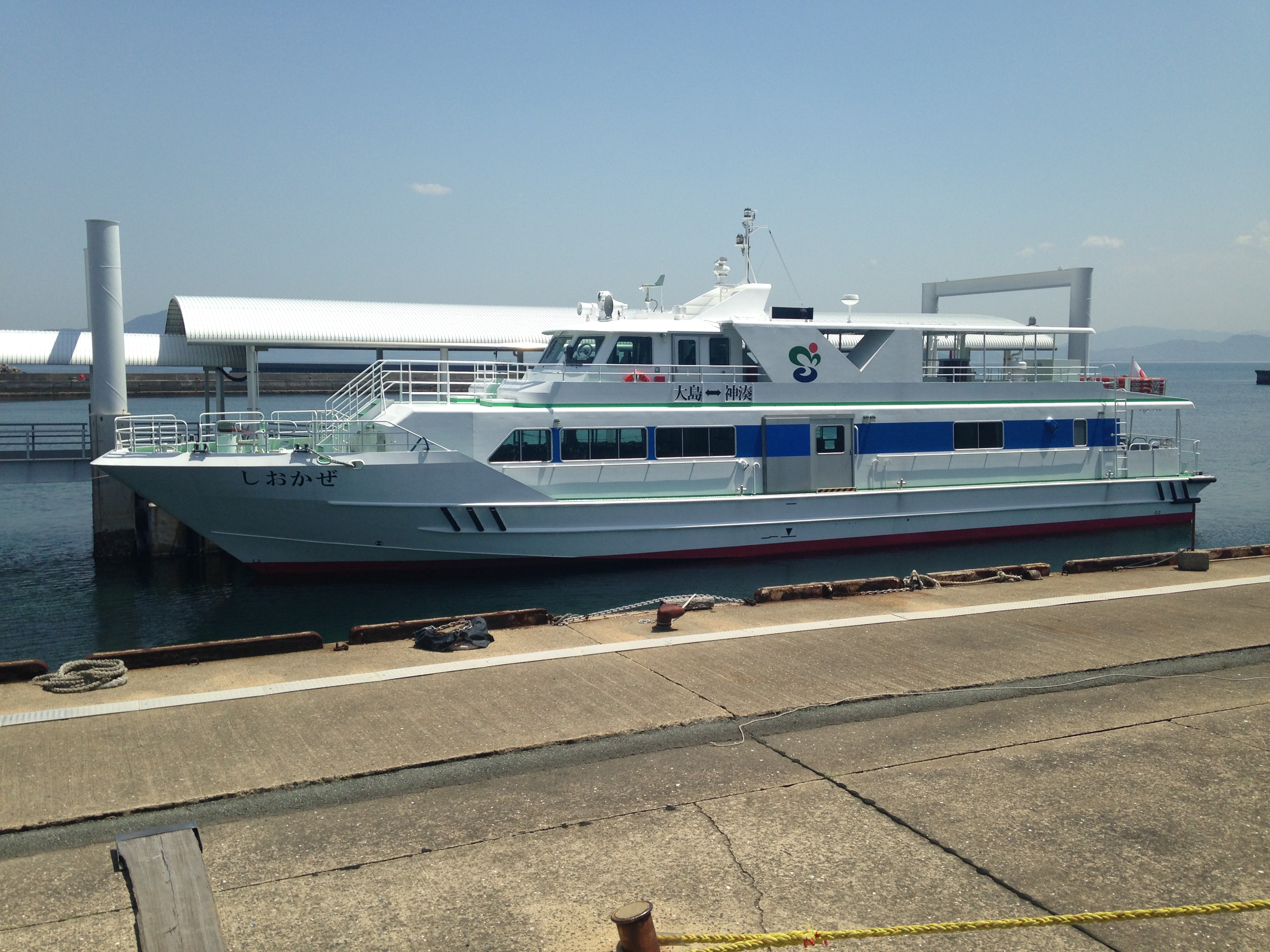
旅客船「しおかぜ」

- 神湊漁港 - 大島港（約6km、フェリー25分、旅客船15分）

宗像市が宗像市営渡船として旅客船「しおかぜ」2往復、フェリー「フェリーおおしま」5往復を運航する。
「フェリーおおしま」が地島航路に就航する第2・第4水曜日は、「しおかぜ」3往復、「フェリーおおしま」4往復の運航となる。

## 港湾施設
港内は南防波堤（L=316m）および北防波堤（L=184m）により外海と隔てられており、防波堤内は泊地となっている。フェリーは1号物揚場、旅客船は浮桟橋を利用している。南側には外防波堤および内防波堤により隔てられた南泊地があり、プレジャーボートステーション、海上釣り堀などが設けられている。
- 1号物揚場（-4.0m×L=72m）
- 2号物揚場（-3.0m×L=75m）
- 3号物揚場（-3.0m×L=53m）
- 4号物揚場（-3.0m×L=65m）
- 5号物揚場（-3.0m×L=20m）
- 船揚場（-2.0m×L=25m）
- 南浮桟橋（-3.5m～-5.0m）
- 浮桟橋（-3.0m×L=30m×2基）